# Piz Surlej
De Piz Surlej is een berg in het Berninamassief in het Zwitserse kanton Graubünden, iets ten westen van het gehucht Surlej.
De berg maakt deel uit van de Rosatsch - bergketen, met daarin de Piz Mezdi, de Piz Rosatsch, de Cuolm d'Mez, de Piz San Gian en de Munt Arlas. De Piz Surlej is de hoogste berg van deze keten met zijn 3188 meter en wordt voornamelijk beklommen in combinatie met de noord-zuid overschrijding van de andere bergtoppen.